# Crest Hotels

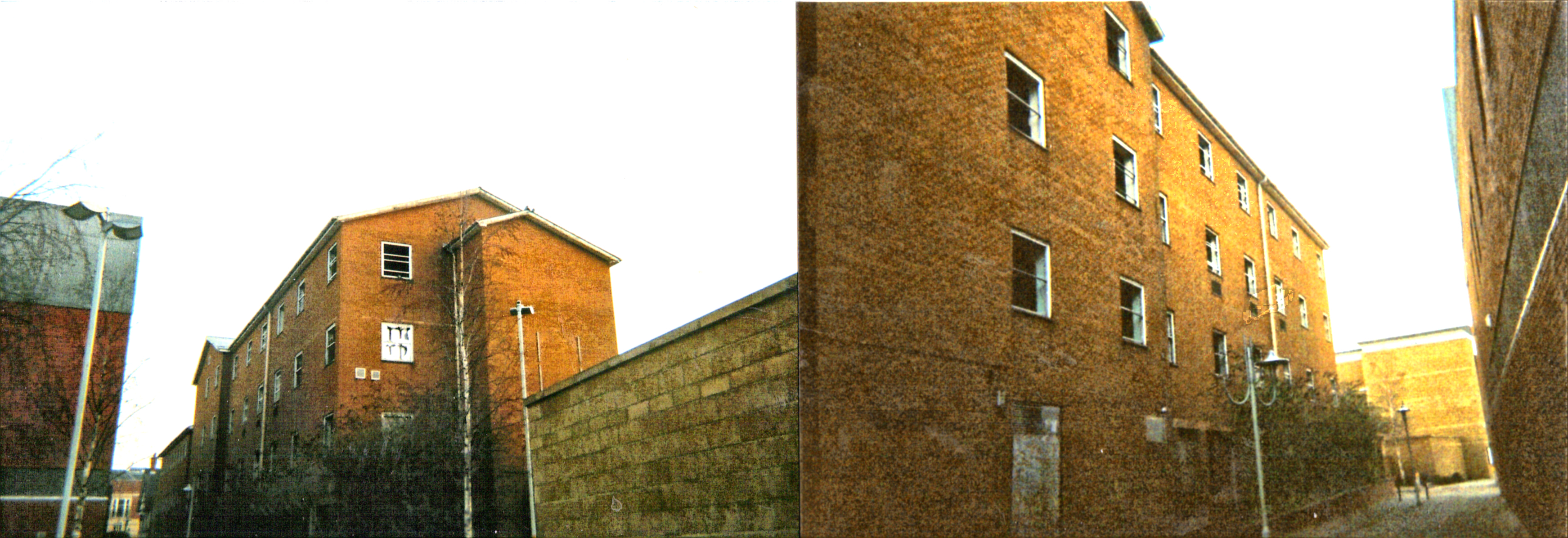
Het voormalige Crest Hotels kantoor in Banbury, ligt er al lang verlaten bij in 2011

Crest Hotels Limited was een dochterbedrijf van de Bass-Charrington brouwerij voor het beheer van hotels in het Verenigd Koninkrijk. Het hoofdkantoor van Crest was gevestigd in de gebouwen van de voormalige Hunt Edmunds brouwerij in Banbury, Oxfordshire.
Aanvankelijk werden alle Bass, Mitchells and Butler's hotels (BMB) en Charrington's hotels opgenomen in  Crest Hotels en in 1970 waren nieuwe, als hotel ontworpen, vestigingen in aanbouw.
Gelijk met de opening van de nieuwe hotels werd begonnen met het afstoten van oudere, economisch onaantrekkelijke hotels.
Bass-Charrington verwierf in 1972 een belang in 27 Europese hotels van  Esso Petroleum Company. Dit waren moderne, als hotel ontworpen, gebouwen in het Verenigd Koninkrijk, Duitsland, Nederland, België, Oostenrijk, Italië en Scandinavië. De 32 Scandinavische Esso Motor Hotels bleven buiten de transactie vanwege het Scandinavische verbod voor alcoholproducenten om horecagelegenheden te beheren.
Crest kocht 17 Esso Motor Hotels van Esso, 3 in Nederland, 2 in België, 3 in Italië en 9 in het Verenigd Koninkrijk, waaronder het nog in aanbouw zijnde negende hotel in Runcorn. De Oostenrijkse vestiging en negen Duitse hotels werden gehuurd van Esso. De hotels in het Verenigd Koninkrijk werden opgenomen in de Britse hotel organisatie en de overige Europese hotels werden geleid door een management team in Duitsland. In 1976 kregen de hotels de naam EuroCrest en wilde Crest uitbreiden in Duitsland. De nieuwbouw in Duitsland kreeg ook de naam EuroCrest en Crest kocht alsnog de 10 van Esso gehuurde hotels zodat ook die onder de naam EuroCrest konden werken. Daarnaast werden in Nederland nog 9 hotels van de Clingendael Hotel Group gekocht. 
In 1990 werd Crest Hotels verkocht aan Trusthouse Forte en omgedoopt in Forte Crest voordat deze werd opgenomen in de hotelketen Posthouse.